# Leopold Koželuh
Leopold Koželuh, właśc. Jan Antonín, także Koželuch, Kotzeluch, Koscheluch, Goscheloch (ur. 26 czerwca 1747 w Velvarach, zm. 7 maja 1818 w Wiedniu) – czeski kompozytor. 

## Życiorys
Kuzyn Jana Antonína Koželuha. Imię Leopold przybrał w 1774 roku dla odróżnienia się od niego. Uczył się muzyki w Velvarach u Antonína Kubíka, następnie rozpoczął studia prawnicze i matematyczne na Uniwersytecie Praskim, których jednak nie ukończył. Kontynuował edukację muzyczną u swojego kuzyna oraz u Františka Xavera Duška. Między 1771 a 1778 rokiem komponował muzykę baletową dla praskich teatrów. W 1778 roku wyjechał do Wiednia, gdzie działał jako pianista i nauczyciel. Udzielał lekcji arcyksiężnej Elżbiecie. Prowadził też działalność wydawniczą, w 1784 roku założył oficynę Musikalisches Magazin, drukującą m.in. utwory W.A. Mozarta. W 1791 roku skomponował kantatę na uroczystość koronacji Leopolda II na króla Czech.
W 1792 roku jako następca Mozarta został mianowany przez Franciszka II na stanowisko Kammer-Kappelmeister i Hofmusik-Compositor na dworze wiedeńskim. Z inicjatywy George’a Thomsona wziął wraz z Haydnem i Beethovenem udział w projekcie opracowania ludowych pieśni szkockich i walijskich. Jego uczniami byli m.in. Maria Theresia von Paradis, Ignaz von Seyfried i Simon Sechter. Jego córka, Catherina Cibbini (1785–1858), była pianistką.

## Twórczość
Muzyka Koželuha stoi na pograniczu klasycyzmu i rokoka. Patetyczny i tragiczny typ ekspresji utworów kompozytora zapowiada już nadchodzący romantyzm. Jego muzyka cieszyła się w swoim czasie dużą popularnością, historyczne znaczenie posiadają jego utwory fortepianowe. Pomimo to Wolfgang Amadeus Mozart i Ludwig van Beethoven wypowiadali się na temat twórczości Koželuha niepochlebnie.
Jego twórczość obejmuje 30 symfonii, 22 koncerty fortepianowe, 2 symfonie koncertujące, 24 sonaty skrzypcowe, 6 kwartetów smyczkowych, 63 tria fortepianowe, 10 partit, 2 serenady, 8 divertiment, 61 tańców, 87 sonat fortepianowych, 25 baletów, 5 mszy, 2 oratoria, 9 kantat świeckich, 6 nokturnów wokalnych i 6 oper, z których zachowała się tylko jedna, Gustav Vasa.